# Fevzi Mostarac
Fevzi Mostarac († 1747) war ein bosnisch-herzegowinischer Schriftsteller.

## Leben
Er schrieb Lyrik und Prosa auf Persisch und Türkisch und war der einzige bosnische Autor, der ein selbständiges mystisch-didaktisches Werk in persischer Sprache verfasst hat (Bulbulistan). Er erhielt seine Ausbildung im Stadtteil Galata in Istanbul, in der Tekke des Mevlevi-Ordens, anschließend kehrte er nach Mostar zurück, wo er bis zu seinem Tod  lebte. Zwei Exemplare von Bulbulistan befinden sich in der Universitätsbibliothek von Bratislava.

## Werke
- Bulbulistan. Aus dem Persischen von Džemal Ćehajić, Sarajevo 2003. ISBN 9958-650-11-8